# Đảo Ellesmere
Đảo Ellesmere (Inuit: Umingmak Nuna, nghĩa là "vùng đất của bò xạ") là một phần của vùng Qikiqtaaluk thuộc lãnh thổ Nunavut của Canada. Nằm trong quần đảo Bắc Cực thuộc Canada, đảo được coi là một phần của quần đảo Nữ hoàng Elizabeth, với mũi Columbia là điểm đất liền cực bắc của Canada. Đảo có diện tích 196.235 km2 (75.767 dặm vuông Anh) và tổng chiều dài của đảo là 830 kilômét (520 mi), khiến cho đảo trở thành đảo lớn thứ mười trên thế giới và đảo lớn thứ ba của Canada. Hệ thống núi Arctic Cordillera chiếm phần lớn lãnh thổ đảo Ellesmere, khiến nó trở thành đảo nhiều núi nhất tại quần đảo Bắc Cực thuộc Canada. Liễu Bắc Cực là loài cây gỗ duy nhất mọc trên đảo Ellesmere.

## Địa lý

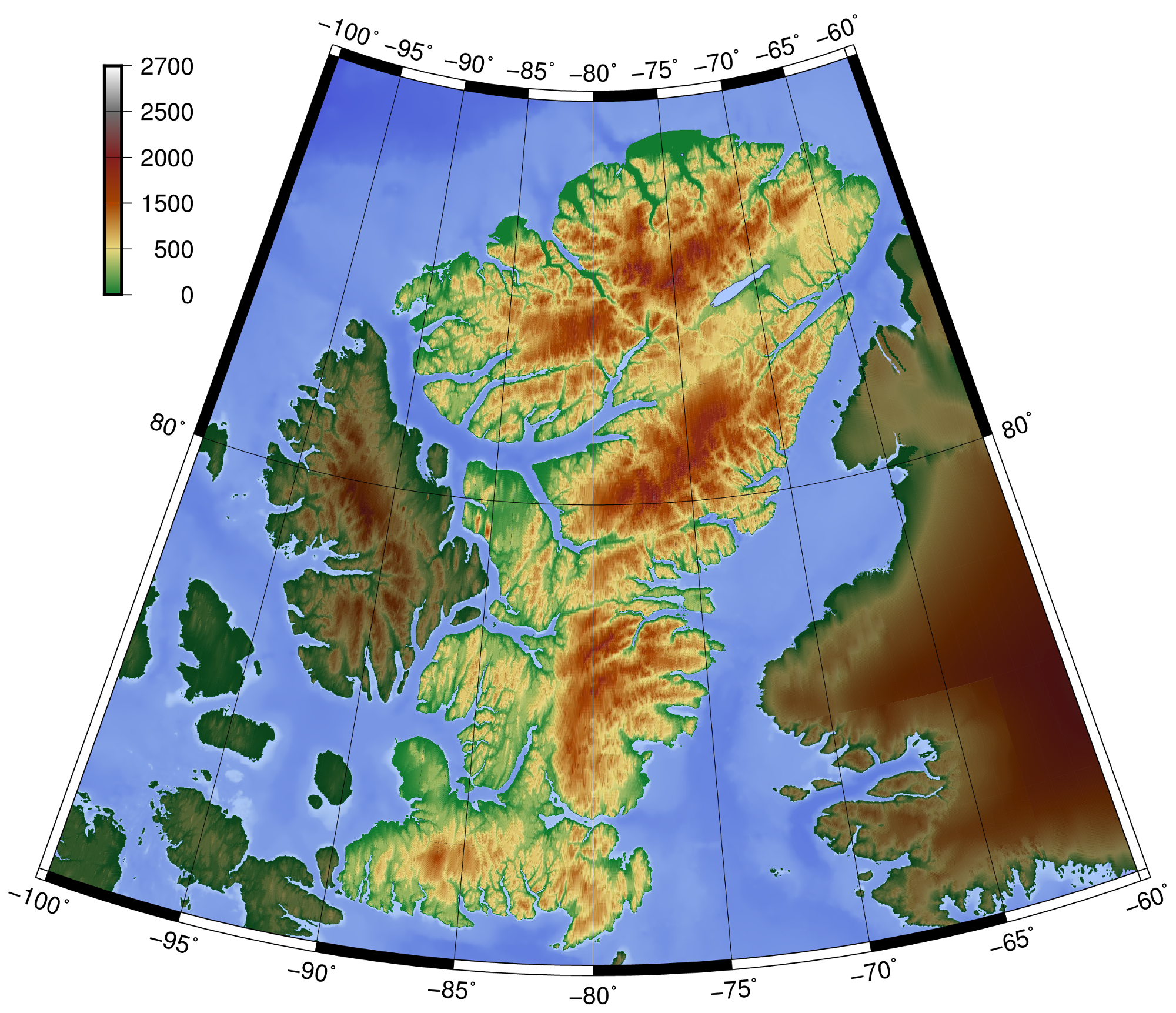
Địa hình đảo Ellesmere

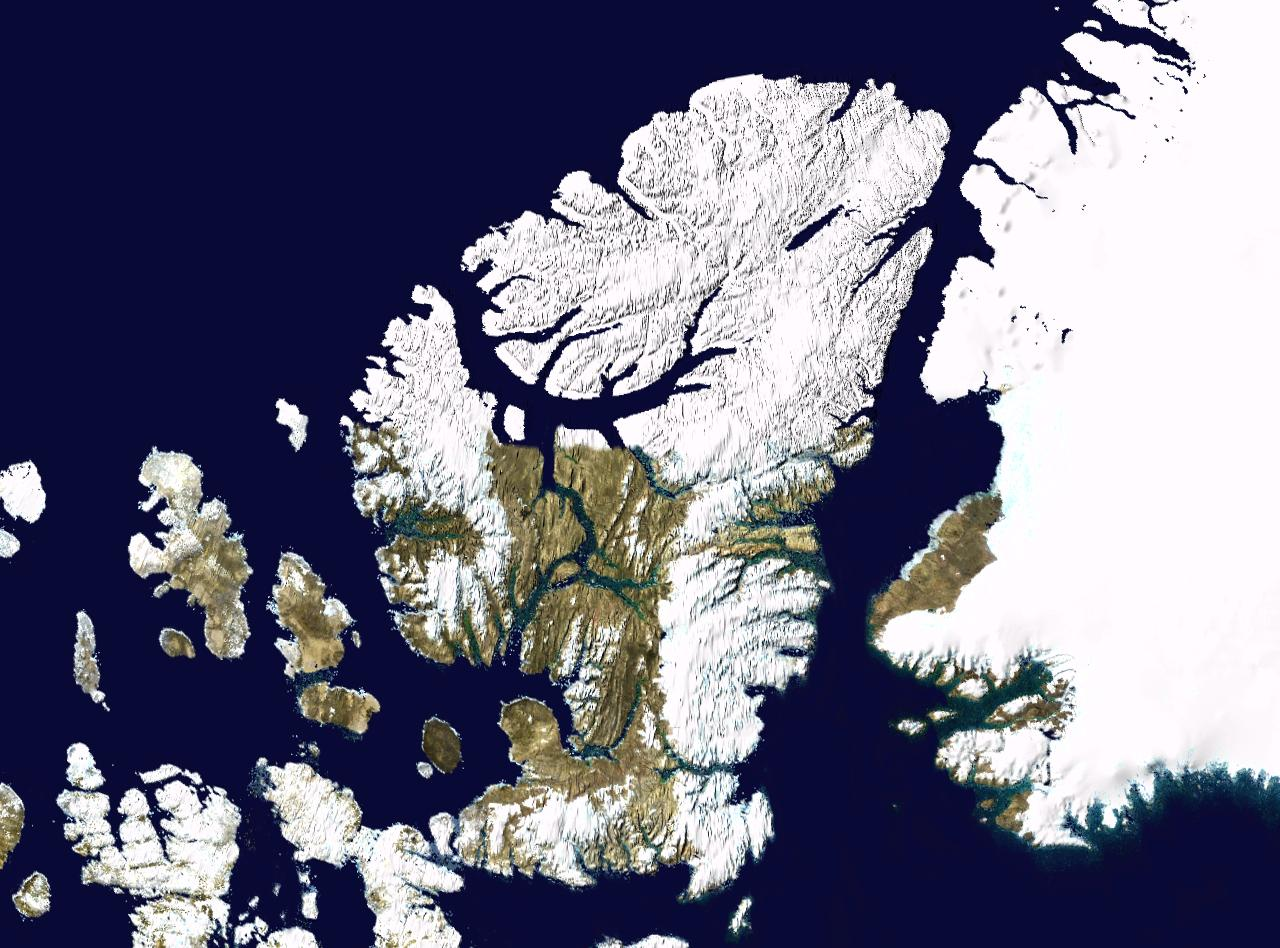
Ảnh vệ tinh chụp đảo Ellesmere và vùng xung quanh

Đảo Ellesmere bị tách khỏi Greenland bởi eo biển Nares, khỏi đảo Axel Heiberg bởi eo biển Eureka và eo biển Nansen, và khỏi đảo Devon bởi eo biển Jones và eo biển Cardigan.
Điểm cực bắc của Canada, Mũi Columbia, có tọa độ 83°6′41″B, 69°57′30″ T.